# کشتی بادبانی کلمبیا
کشتی بادبانی کلمبیا (به انگلیسی: Sailing Ship Columbia) یک کشتی است که طول آن 110 ft overall. 83 ft 6 in on deck. و ارتفاع آن 76 ft. می‌باشد.